# Гуццолини, Сильвестро
Сильвестро (Сильве́стр) Гуццолини (итал.  Silvestro Guzzolini, 1177, Озимо, Папская область — 26 ноября 1267, Фабриано, Папская область) — святой Римско-католической церкви, монах-бенедиктинец, отшельник, основатель монашеской конгрегации сильвестринцев.

## Биография
Сильвестро Гуццолини родился в 1177 году в городе Озимо в аристократической семье. Был отправлен отцом на обучение в Болонский университет, где стал изучать теологию. После учёбы, вернувшись на родину, Сильвестро Гуццолини стал каноником собора Озимо.
В 1227 году Сильвестро Гуццолини вступил в конфликт с местным епископом и удалился в пещеры Фразасси, где предался молитвенной жизни. Через год жизнь отшельника стала известна другим людям и возле пещеры, носившей имя Гроттафучиле, стали постепенно собираться последователи Сильвестро. Весть об отшельнике, живущим в провинции Анакона, достигла Римского папы Григория IX и тот послал доминиканцев в пещеру Гроттафучиле, чтобы призвать Сильвестро основать новый монашеский орден. Сильвестр дал своё согласие и написал устав нового ордена на основе монашеского правила святого Бенедикта.
В 1231 году из значительного увеличения последователей Сильвестро покинул пещеру Гроттафучиле и основал монастырь недалеко от города Фабриано. Этот монастырь стал называться аббатством Монтефано и конгрегация, основанная Сильсвестро, получила название «Орден святого Бенедикта в Монтефано». В Гроттафучиле остались несколько монахов и этот монастырь в пещере просуществовал до XIX века.
В 1248 году устав новой монашеской конгрегации, основанной Сильсвестро, был одобрен Римским папой Иннокентий IV. Монахи Монтефано основали множество монастырей в центральной Италии, в том числе и женских. Монастырь святого Бенедикта в Фабриано, основанный Сильвестро в 1224 году, стал центром сильвестринцев.

## Прославление
В 1267/69 году Сильвестро Гуццолини  был причислен к лику блаженных римским папой Климентом IV. В 1589 году был причислен к лику святых римским папой Климентом VIII.
День памяти в Католической церкви — 26 ноября.

## Источник
- Johannes Schaber, Silvestro Guzzolini/ Biographisch-Bibliographisches Kirchenlexikon, 1994, ISBN 3-88309-053-0